# Better Life Index
El Better Life Index (BLI) és una eina/índex en línia que permet als usuaris comparar la qualitat de vida a diferents països. La idea darrere de l'índex és que la qualitat de vida va més enllà d'indicadors economistes i reduccionistes com el PIB per càpita i que hi ha molts factors diferents que influeixen en la qualitat de vida de les persones. L‘índex va ser concebut al voltant del 2011 per l'Organització per a la Cooperació i el Desenvolupament Econòmic (OCDE), organització internacional que treballa per promoure el benestar econòmic i social a nivell global
Amb l'objectiu o voluntat de proporcionar un indicador més representatiu del benestar o la qualitat
de les persones el BLI cerca mesurar i comparar un seguit de temes, considerats centrals en la
construcció de la qualitat de vida de les persones. Aquest es basa en 11 temes diferents, que inclouen l'habitatge, la feina, l'educació, els ingressos, la comunitat, el medi ambient, la seguretat, la salut entre d'altres. Els usuaris que fan ús d'aquest índex a través del portal web, poden ajustar la importància de cadascun d'aquests temes per adaptar els resultats de l'índex a les seves preferències, implicant la subjectivitat del usuari en la construcció del índex i els resultats.
El BLI publica un cop cada dos anys un informe exhaustiu amb les dades actualitzades on es considera
com el benestar de les persones canvia al llarg del temps i com es distribueix entre els diferents grups de població. Les dades utilitzades per fer els ponderacions dels indicadors estan extretes de la mateixa recollida de dades que la OCDE fa periòdicament de les diferents d'agències governamentals del estats. Així mateix, el seu finançament proveeix dels forns i pressupostos de la OCDE, doncs dels seus països membres.
Finalment existeixen altres indicadors de caràcter i objectius similars. Un dels més coneguts és l'Índex de Desenvolupament Humà (IDH) de les NNU el qual mesura la qualitat de vida en base a tres factors que es ponderen en un índex (esperança de vida, educació i PIB per càpita). En aquest àmbit, el BLI és, aparentment, un dels índexs més complets pel que fa a la seva composició o dimensions.

## Què mesura i perquè?
Des de la seva fundació el 1961, l'OCDE ha tingut la pretensió d'ajudar els governs a dissenyar millors polítiques que procurin una vida millor als seus ciutadans. En dates més recents, l'organització ha intervingut amb entusiasme al debat sobre la mesura del benestar, donat que no es considerava que es tinguessin índex que el mesuressin de forma adequada. Fins llavors els anàlisis s'havien centrat majoritàriament en el PIB per càpita a paritat de preus, que només donava la dimensió econòmica i deixava de banda d'altres possibles factors importants. En base a aquesta experiència, els 11 temes aquí presentats són els que l'OCDE va identificar com a essencials per al benestar en termes de les condicions materials de vida (ocupació, ingressos, habitatge) i la qualitat de vida (comunitat, educació, equilibri laboral- personal, medi ambient, participació ciutadana, salut, satisfacció davant de la vida i seguretat). Cada tema es basa en un o més indicadors específics. Per exemple, el tema d'ocupació utilitza quatre mesures diferents: la taxa d'ocupació, els ingressos personals, la taxa d'atur a llarg termini i la seguretat laboral. A cada indicador també podràs comparar els resultats per a homes i dones, i observar fins a quin punt el teu estatus social i econòmic hi influeix. En el futur, aquests indicadors sobre les condicions materials i la qualitat de vida es volen complementar amb indicadors que descriguin la sostenibilitat del benestar en el temps.
Tanmateix, no podem deixar de banda que aquesta organització agrupa les anomenades economies desenvolupades i té com a objectiu la promoció amb èxit del model socioeconòmic imperant. Tot i que l'índex en si mateix pugui semblar especialment complet donats els seus competidors no hem d'oblidar que l'ha produït aquesta organització i els seus interessos particulars. És per això que els temes triats i els indicadors en què es basen s'han triat en concordança a les lògiques de les economies a l'estil occidental. Aquest índex serviria doncs per mesurar allò que es considera adequat dins dels marcs de pensament acceptables per al sistema socioeconòmic imperant, defensat i representat per la OCDE.